# JWH-073
JWH-073 (alternativni naziv: - ) je psihotropna tvar. Dio skupine novih psihoaktivnih tvari. U Hrvatskoj su uvrštene izmjenama i dopunama uvrštene na Popis droga, psihotropnih tvari i biljaka iz kojih se može dobiti droga te tvari koje se mogu uporabiti za izradu droga donesenim od strane Ministarstva zdravstva i socijalne skrbi Republike Hrvatske ( Narodne novine br.: 19, 11. veljače 2011.). 
Kemijsko ime je naftalen-1-il-(1-butilindol-3-il)metanon. JWH-073 sintetički agonist kanabinoidnih receptora i pripada skupini naftoilindola (JWH-015, JWH-018, JWH-398 i JWH-122). Sintetički je kanabimimetički aminoalkilindol (alkilni analog JWH-018). Također postoji metilni derivat JWH-073.

## Farmakološki rizici za zdravlje
Nekoliko kanabinoida izvedenih iz indola i pirola su ispitivani u nizu in vivo testova (Wiley i dr. 1998.), uključujući hipomobilnost (mjerenu potiskivanjem spontane aktivnosti), antinocicepciju (najveći mogući antinociceptivni učinci u tail-flick analizi), hipotermiju (rektalna temperatura)  i katalepsiju (nepomičnost prstena) kod miševa. Reakcije su uspoređene s profilom svojstava kanabinoida. JWH-073 je proizveo jake kanabinoidne učinke na spontanu aktivnost, trzanje repom i rektalnu temperaturu, s time da je bio manje jakog učinka pri smanjenju rektalne temperature nego pri proizvodnji antinocicepcije i hipomobilnosti. S izuzetkom spontane aktivnosti, JWH-073 je bio manje aktivan u reakcijama nego JWH-018.

## Vanjske poveznice
- https://www.uredzadroge.hr  Arhivirana inačica izvorne stranice od 30. prosinca 2019. (Wayback Machine)
- https://www.nijd.uredzadroge.hr  Arhivirana inačica izvorne stranice od 30. prosinca 2019. (Wayback Machine)